# الصبرية
قرية الصبرية هي إحدى القرى التابعة لمركز شربين في محافظة الدقهلية في جمهورية مصر العربية. حسب إحصاءات سنة 2006، بلغ إجمالي السكان في الصبرية 4822 نسمة، منهم 2462 رجل و2360 امرأة.